# Fabrice Divert
Fabrice Divert (Caen, 1967. február 9. –) francia válogatott labdarúgó.

## Pályafutása

### Klubcsapatban
Caenben született, pályafutását szülővárosa csapatában kezdte. 1983 és 1991 között a Caen, 1991 és 1997 között a Montpellier csapatában játszott. 1995 és 1996 között a En Avant Guingampnál szerepelt kölcsönben.

### A válogatottban
1990 és 1992 között 3 alkalommal szerepelt a francia válogatottban és 1 gólt szerzett. Részt vett az 1992-es Európa-bajnokságon. 

## Sikerei, díjai
Montpellier HSC
- Francia ligakupa (1): 1991–92
- Francia kupadöntős (1): 1993–94

## Külső hivatkozások
- Fabrice Divert adatlapja a National-Football-Teams.com oldalon (angolul)

- Fabrice Divert (angol, francia, spanyol nyelven). FootballDatabase.eu
- Fabrice Divert (angol nyelven). eu-football.info
- Fabrice Divert adatlapja a worldfootball.net oldalon (angolul)